# برنان کلوست
برنان کلوست (متولد ۲۰ اکتبر ۱۹۹۴) بازیگر و رقصنده کانادایی است که با بازی نقش دانیل در سریال‌های خانگی گام بعدی به شهرت رسید. در سال ۲۰۲۰، کلوست با بازی در نقش نتفلیکس در سریال‌های رقص دراماتیک چیزهای ریز زیبا، بسیار درخشید.

## گذری بر زندگی‌نامه
کلوست در ۲۰ اکتبر ۱۹۹۴ در بورلینگتون، انتاریو به دنیا آمد. او در دوران مدرسه مورد آزار و اذیت هم کلاسی‌هایش قرار می‌گرفت، و می‌گوید که آنها «کارهای خشونت آمیزی» انجام می‌دادند. گلوله‌های برفی به سمت او پرتاب می‌کردند و او را مضحکهٔ دانش اموزان داخل راهرو می‌کردند. کلوست در استودیوهای مختلف رقص در سراسر جنوب انتاریو فعالیت داشته‌است، از جمله مدرسه ملی باله کانادا و پرش از تخته مونترال. ابتدا تصمیم داشت که مشغول به تحصیل در رشتهٔ داروسازی شود اما معلم رقصش پیشنهاد کرد که برای مدرسه جولیارد تست بدهد و این پیشنهاد سرنوشت او را به سمتی دیگر برد.
در مارس ۲۰۱۲، کلوست در آزمون هنرپیشگی شرکت کرد و با بورسیه در مدرسه جولیارد قبول شد که در این آزمون تنها دو رقصندهٔ کانادایی پذیرفته شدند. کلوست، هر سال در برنامه افتخارات رقص جولیارد و همچنین مدارس ابتدایی شهر نیویورک رقص مخصوصش را اجرا می‌کرد. اودر سال ۲۰۱۶ فارغ‌التحصیل شد.[۲]هنگام رقص به مچ پای کلوست آسیب وارد شد که در پی ان دچار التهاب آشیل شده و «مشکلات جدی در مچ و شانه» ی او به‌وجود آمد. کلوست اظهار داشت که به خودش برچسب جنسیت گرایی نمی‌زند، اما در ادامه افزود که «رو راست» نیست.

## حرفه
کلوست از هفت سالگی رقصیدن را به‌طور جدی آغاز کرد. از افتخارات او می‌توان به دریافت مدال نقره جهان در گروه سولیست نوجوان سازمان رقص جهانی در آلمان (۲۰۰۸) اشاره کرد، و همچنین می‌توان از او به عنوان یکی از بهترین رقصندگان ارشد مرد در جوایز رقص در شهر نیویورک (۲۰۱۱) نام برد. [۱]در سال ۲۰۱۲، او اولین بازیگری حرفه ای خود را در تبلیغات تلویزیونی شرکت اصلاح ژیلت شروع کرد. در همان سال، او در سریال خانگی گام بعدی در نقش دانیل انتخاب شد. او نقش دانیل را به‌طور پیاپی تا سال ۲۰۱۵ بازی کرد اما به مدت دو سال برای انجام امور تحصیلاتش در دانشگاه جولیارد از بازی دست کشید. در سال ۲۰۱۷ به تیم سریال گام بعدی ملحق شد. همچنین در سال ۲۰۱۷، کلوست در سریال وب مارپیچ در کنار الکساندرا بیتون، که همبازی او در سریال گام بعدی بود، نقش آفرینی کرد. در سال ۲۰۱۹، وی در سریال درام رقص نتفلیکس Tiny Pretty Things برای نقش شین انتخاب شد، که دسامبر سال ۲۰۲۰ به نمایش عموم درآمد.

## فیلم‌شناسی
| سال             | عنوان                                         | نقش              | یادداشت                  |
| --------------- | --------------------------------------------- | ---------------- | ------------------------ |
| ۲۰۰۷            | پادشاه اردوگاه                                | رقصنده           | فیلم                     |
| ۲۰۱۲            | Degrassi: The Next Generation                 | رقصنده           | ۱ قسمت                   |
| ۲۰۱۲            | راهنمای شما برای اصلاح کلاس جهانی             | ریش‌تراش          | تبلیغات                  |
| ۲۰۱۳            | نوسان چیزها                                   | افسونگر          | فیلم کوتاه               |
| ۲۰۱۳–۲۰۱۵، ۲۰۱۷ | گام بعدی                                      | دانیل            | نقش اصلی                 |
| ۲۰۱۴            | یک دختر آمریکایی: ایزابل در کانون توجه می‌رقصد | فندق شکن شاهزاده | فیلم                     |
| ۲۰۱۶            | چسبیده                                        | دیل              | مینی سریال               |
| ۲۰۱۶            | کشور خرد                                      | Jamboree Dancer  | فیلم                     |
| ۲۰۱۷            | آرتور و آنی                                   | آرتور            | فیلم تلویزیونی           |
| ۲۰۱۷            | مارپیچ                                        | کلارک            | نقش اصلی                 |
| ۲۰۱۹            | ترسیده                                        | آیدن بزرگتر      | قسمت: " یک دقیقه بیشتر " |
| ۲۰۲۰            | Australiannaire $                             | لوگان / ادی      | مجموعه وب نقش اصلی       |
| ۲۰۲۰            | دستگاه                                        | آهارون           | فیلم کوتاه               |
| ۲۰۲۰            | چیزهای ریز زیبا                               | شین مک ری        | نقش اصلی                 |